# Willie Warren
Willie D. Warren (Dallas, Texas, 22 de octubre de 1989) es un jugador de baloncesto estadounidense. Con 1,93 metros de estatura, juega en la posición de escolta.

## Trayectoria deportiva

### High School
Warren asistió al Instituto North Crowley en Fort Worth, Texas. En su año sénior fue nombrado All-American tras promediar 24.9 puntos, 3.5 rebotes, 4.7 asistencias y 3.4 robos por partido, y lideró a los Panthers a un récord de 38 victorias y una derrota, y al título estatal Class 5A. Además, disputó el McDonald's All-American, donde anotó 23 puntos en 22 minutos. En su año júnior firmó 23.2 puntos, 4.7 asistencias y 3.2 robos por encuentro.

### Universidad
Warren eligió la Universidad de Oklahoma, en la que jugó al baloncesto durante dos años. En su primera campaña promedió 14.6 puntos, 3.1 asistencias y 2.2 rebotes y 31.3 minutos por partido, siendo nombrado Freshman del Año de la Big 12 Conference, freshman del mes en la conferencia en 12 ocasiones, e incluido en el segundo mejor quinteto de la Big 12. En su segunda temporada en los Sooners sus estadísticas aumentaron hasta los 16.3 puntos, 3.3 rebotes y 4.1 asistencias en 32.3 minutos por partido.

#### Estadísticas
| Temporada | Equipo           | Partidos | Pts. | Reb. | Asts. | Rob. | Tap. | %TC  | %T3  | %TL  | Min. | Pér. |
| --------- | ---------------- | -------- | ---- | ---- | ----- | ---- | ---- | ---- | ---- | ---- | ---- | ---- |
| 2008–09   | Oklahoma Sooners | 36       | 14.6 | 2.2  | 3.1   | 1.1  | 0.1  | .473 | .372 | .781 | 31.3 | 2.2  |
| 2009–10   | Oklahoma Sooners | 21       | 16.3 | 3.3  | 4.1   | 1.0  | 0.0  | .438 | .309 | .795 | 32.3 | 3.8  |

### Profesional
Fue seleccionado por Los Angeles Clippers en la 54.ª posición del Draft de la NBA de 2010. El 13 de julio de 2010 firmó su primer contrato profesional con los Clippers.
En 2022 jugó para los Piratas de La Guaira de la Superliga Profesional de Baloncesto de Venezuela.

## Estadísticas de su carrera en la NBA

### Temporada regular
| Año     | Equipo        | PJ | PT | MPP  | %TC  | %3P  | %TL  | RPP | APP | ROB | TPP | PPP |
| ------- | ------------- | -- | -- | ---- | ---- | ---- | ---- | --- | --- | --- | --- | --- |
| 2010-11 | L.A. Clippers | 19 | 0  | 17.1 | .371 | .333 | .750 | .6  | 1.4 | .3  | .0  | 1.9 |
| Total   | Total         | 19 | 0  | 17.1 | .371 | .333 | .750 | .6  | 1.4 | .3  | .0  | 1.9 |